# San Pablo La Laguna
San Pablo La Laguna est une ville du Guatemala dans le département de Sololá.